# Pedagogisch project
Het pedagogisch project van een school is een Vlaamse onderwijsterm.  Het schoolbestuur definieert met het pedagogisch project de visie op onderwijs en opvoeding die in de school wordt gevolgd.  Het geeft dan ook informatie over de gebruikte pedagogische en onderwijskundige methodes.
Het pedagogisch project verheldert het mens- en wereldbeeld waarop het onderwijs in een school is gestoeld. Wat is de visie in die schoolgemeenschap over de mens en de samenleving en hoe handelt zij ernaar?
- Binnen het katholiek onderwijs kan elke school haar eigen pedagogische project bepalen. Er bestaat wel een gezamenlijke en bondige Opdrachtsverklaring van het Katholiek Onderwijs.
- Het gemeenschapsonderwijs heeft een uitgeschreven project voor al haar scholen.
- In het gemeentelijk en provinciaal onderwijs (gesubsidieerd officieel onderwijs) werken de scholen eventueel zelf een project uit onder verantwoordelijkheid van het gemeente- of provinciebestuur.

Uit het pedagogisch project vloeien concretere documenten voort zoals:
- de organisatie van de school
- de opdeling van de leerlingen
- de manier van beoordelen en rapporteren
- het schoolreglement

Bij de inschrijving van hun kind moeten de ouders verklaren het pedagogisch project van de school te zullen respecteren.